# Трайт
Трайт (англ. tryte) — единица измерения информации, аналог байта в компьютерах с троичной логикой.
Трайт состоит из нескольких тритов. Трайт из трёх тритов содержит 27 ({\displaystyle =3^{3}}) значений.
Трайт — минимальная непосредственно адресуемая единица главной памяти малой ЭВМ «Сетуни-70» на троичной логике. 
1 Трайт в «Сетуни-70» состоял из 6 тритов (почти 9,51 бита), и интерпретировался как знаковое целое число в диапазоне от −364 до 364. Трайт ЭВМ «Сетунь» достаточно велик, чтобы закодировать, например, кириллический и латинский алфавиты, включая заглавные и строчные буквы, цифры, математические и служебные знаки. 
1 Трайт в "ТАЙФУН" равен 3 тритам и является минимальной единицей для осуществления кодировки символов и русского алфавита. 

Согласно разрабатываемому Российской компанией ТАЙФУН стандарту троично-симметричной системы под руководством В.И. Тихвинского, система счисления подлежит следующей трактовке: 
| № п. п. | Наименование             | Значение                                                                              |
| 1       | Минимальная единица ТРИТ | 1 трит                                                                                |
| 2       | Трайт                    | 1 трайт = 3 трит                                                                      |
| 3       | Ктрайт                   | 1 Ктрайт = 2187 Трайт (37 - это ближайшая степень тройки для получения полной тысячи) |
| 4       | Мтрайт                   | 1 Мтрайт = 2187 Ктрайт                                                                |
| 5       | Гтрайт                   | 1 Гтрайт = 2187 Мтрайт                                                                |
| 6       | Ттрайт                   | 1 Ттрайт = 2187 Гтрайт                                                                |
| 7       | Птрайт                   | 1 Птрайт = 2187 Ттрайт                                                                |